# Bohuslav Šťastný
Bohuslav Šťastný (* 23. dubna 1949, Chotěboř) je bývalý český hokejový útočník a reprezentant Československa.

## Hráčská kariéra
V nejvyšší československé soutěži hrál v letech 1967–1981 za Teslu Pardubice, se kterou získal v sezóně 1972/1973 mistrovský titul. V první polovině 80. let působil v německém klubu ESV Kaufbeuren, kde v roce 1985 ukončil aktivní kariéru.
Hrál za československou reprezentaci, zúčastnil se sedmi světových šampionátů, odkud si přivezl dvě zlata (1972 a 1976), tři stříbra (1971, 1974, 1975) a jeden bronz (1973). Zúčastnil se i dvou zimních olympiád – na ZOH 1972 pomohl k zisku bronzové medaile a na ZOH 1976 vybojoval stříbrnou medaili. Roku 1976 startoval také na Kanadském poháru. V československém národním týmu odehrál celkem 188 zápasů a vstřelil 73 gólů.

## Ocenění a úspěchy
- 2010 Síň slávy českého hokeje